# 백성식
백성식(1987년 10월 13일 ~)은 대한민국의 성우이다. 2012년 KBS 37기로 입사했으며 한국방송 성우극회 소속.

## 출연 작품

### 외화
- 닥터후 시즌 8(KBS) - 경비(제임스 컬맥)
- 닥터후 시즌 9(KBS) - 하이디(버나비 케이)

### 다큐
- 2013.01.01 ~ 2013.12.31 KBS 내고향 스페셜 (KBS 1TV)
- 2013.07.06 KBS월드 10년 특별기획 한류 대전환 3부 한류의 미래 (KBS)
- 2014.04 ~ 10  상상초월, 메가프로젝트 (MBC) 1회~ 26회
- 2015.03.22 동물의 왕국 - 아프리카 잠비아의 마지막 암사자 (1) (KBS)
- 2015.03.29 동물의 왕국 - 아프리카 잠비아의 마지막 암사자 (2) (KBS)
- 2015.04.05 동물의 왕국 - 아프리카 잠비아의 마지막 암사자 (3) (KBS)
- 2015.04.07 동물의 세계 - 동물들의 놀라운 감각 세계 - 청각 (1) (KBS)
- 2015.04.08 동물의 세계 - 동물들의 놀라운 감각 세계 - 청각 (2) (KBS)
- 2015.04.09 동물의 세계 - 동물들의 놀라운 감각 세계 - 청각 (3) (KBS)
- 2015.07.24 동물의 왕국 - 특선 야생복귀 프로젝트 북미해안의 코끼리물범 (KBS)
- 2015.09.24 동물의 세계 - 동물원 이야기 번식 프로젝트 (1) (KBS)
- 2015.09.29 동물의 세계 - 추석특선 와일드 알래스카의 겨울 (KBS)
- 2015.09.30 동물의 세계 - 동물원 이야기 번식 프로젝트 (2) (KBS)
- 2015.10.01 동물의 세계 - 동물원 이야기 번식 프로젝트 (3) (KBS)
- 2015.06.22 KBS 해외걸작다큐 <1차 세계 대전 어느 병사들의 이야기 (Our World War)> 제1부 첫 전투 - 네빌 役 (KBS)

### 라디오 드라마
소설극장 (KBS 3라디오)
- 2012.01.24 ~ 2012.03.01 심윤경 <나의 아름다운 정원> (집사 아저씨)
- 2012.04.09 ~ 2012.07.06 천명관 <나의 삼촌, 브루스 리> (토끼 / 면판장 / 노인 / 동기 / 남자)
- 2012.07.07 ~ 2012.08.03 김주영 <잘가요 엄마> (새아버지)
- 2012.08.04 ~ 2012.10.05 이정명 <별을 스치는 바람> (진용한 / 편지 낭독 / 환자)
- 2012.10.06 ~ 2012.11.09 백영옥 <실연당한 사람들을 위한 일곱시 조찬 모임> (정수)
- 2012.11.10 ~ 2012.12.19 이승우 <지상의 노래> (한정효 / 군인 / 운전사 / 노인 / 수도원 형제)
- 2012.12.20 ~ 2013.01.24 조세희 <난장이가 쏘아올린 작은 공> (학생 / 아버지 / 생산부장)
- 2013.01.25 ~ 2013.03.07 심윤경 <사랑이 달리다> (큰오빠)
- 2013.03.08 ~ 2013.04.06 백가흠 <나프탈렌> (한승훈)
- 2013.04.07 ~ 2013.05.03 이주호, 황조윤 <광해, 왕이 된 남자> (허균)
- 2013.05.04 ~ 2013.07.07 김진명 <몽유도원> (야마자키 / 안보 보좌관 / 이정호 교수 / 노인 / 강봉주)
- 2013.07.08 ~ 2013.08.02 F. 스콧 피츠제럴드 <위대한 개츠비> (울프심 / 아버지)
- 2013.08.03 ~ 2013.10.02 이정명 <천국의 소년> (쿤눈)
- 2013.10.03 ~ 2014.01.20 조정래 <정글만리> (전대광)

라디오 극장 (KBS 한민족 방송)
- 2012.03.01 ~ 2013.03.31 조정래 <황토> (순사 / 이모부 / 동직원)
- 2012.04.01 ~ 2012.04.30 김탁환 <열녀문의 비밀> (임명보 / 사내4)
- 2012.06.01 ~ 2012.06.30 성석제 <도망자 이치도> (남자1 / 이웃2 / 대장장이 / 이웃4 / 택시 기사 / 남자 외)
- 2012.07.01 ~ 2012.07.31 김별아 <논개> (남자1 / 수노 / 소리)
- 2012.11.01 ~ 2012.11.30 김별아 <채홍> (대신1)
- 2012.12.01 ~ 2012.12.31 명지현 <교군의 맛> (박씨 / 손님1 / 노점상 주인 / 형사3)
- 2013.01.01 ~ 2013.01.31 김탁환 <허균, 최후의 19일> (한찬남 / 강홍립 / 원종 / 기윤헌 / 김진명 / 박응서 외)
- 2013.02.01 ~ 2013.02.28 이명랑 <천사의 세레나데> (박씨)
- 2013.03.01 ~ 2013.03.31 최일남 <그리고 흔들리는 배> (담임선생)
- 2013.04.01 ~ 2013.04.30 양귀자 <모순> (이모부)
- 2013.05.01 ~ 2013.05.31 성석제 <위풍당당> (노인 / 소희 남편 / 별장 주인 / 오토바이 수리점 / 면장)
- 2013.06.01 ~ 2013.06.30 이도우 <사서함 110호의 우편물> (이필관)
- 2013.07.01 ~ 2013.07.31 박선희 <도미노 구라파식 이층집> (베토벤)
- 2013.08.01 ~ 2013.08.31 주호민 <신과 함께 - 저승편> (장사꾼 / 진광대왕 / 함태곤 / 탄약고 근무자 / 고두익 외)
- 2013.09.01 ~ 2013.09.30 윤천수 <마지막 콜사인> (오시덕 / 부장 / 총독부1 / 총독 / 평직원 / 동료1 / 연사 외)
- 2013.12.01 ~ 2013.12.31 조완선 <천년을 훔치다> (선광 스님)

라디오 독서실 (KBS 2라디오)
- 2012.03.11 손보미 <폭우> (레지던트)
- 2012.03.18 최민석 <부산말로는 할 수 없었던 이방인 부르스의 말로> (조감독)
- 2012.04.01 구효서 <이발소 거울> (주인2)
- 2012.04.15 윤흥길 <작종탑 아래에서> (황만근)
- 2012.05.13 윤후명 <모든 별들은 음악소리를 낸다> (중년)
- 2012.05.27 김소진 <눈사람 속의 검은 항아리> (사내2)
- 2012.06.17 윤대녕 <말발굽 소리를 듣는다> (할아버지)
- 2012.07.29 박해로 <운수 나쁜 날> (조의관)
- 2012.08.19 채만식 <레디메이드 인생> (주인)
- 2012.09.02 김성중 <국경시장> (경찰관)
- 2012.09.30 작자미상 <규중칠우쟁론기> 외 2편 (시숙)
- 2012.10.21 박민규 <로드킬> (성우 / 마루)
- 2012.10.28 김인숙 <빈집> (운전기사)
- 2012.11.11 서유미 <당분간 인간> (의사)
- 2012.11.25 김종은 <버틸 수 있겠어> (노인)
- 2012.12.02 염승숙 <레인스틱> (아버지)
- 2012.12.09 편혜영 <블랙아웃> (팀장)
- 2013.01.06 작자미상 <장끼전> (까마귀 / 사내2)
- 2013.01.13 김종광 <낙서문학사 발흥자편 (시인)
- 2013.01.27 임은정 <기막힌 동거> (장씨)
- 2013.02.17 김애란 <침묵의 미래> (중년)
- 2013.02.24 이평재 <당신이 모르는 이야기> (운전기사)
- 2013.03.03 윤성희 <못생겼다고 말해줘> (형부)
- 2013.03.31 최민우 <반ː> (정반장)
- 2013.04.21 민미정 <당신에게서 사라진 것> (아버지)
- 2013.05.12 최수철 <택시> (아버지)
- 2013.05.26 조해진 <홍의 부고> (홍의 오빠)
- 2013.06.02 손보미 <대관람차> (센즈3 / 사람1)
- 2013.06.16 박완서 <아저씨의 훈장> (아저씨)
- 2013.06.30 박민규 <아...르무...리...오> (떡갈나무)
- 2013.07.07 김희선 <이제는 우리가 헤어져야 할 시간> (베리건 신부)
- 2013.07.21 서미애 <남편을 죽이는 서른가지 방법> (남편)
- 2013.07.28 황태환 <옥상으로 가는 길> (박선생)
- 2013.09.15 작자미상 <바리데기> (무상신선)
- 2013.09.29 나도향 <물레방아> (중년)
- 2013.10.13 계용묵 <백치 아다다> (시부)
- 2013.10.20 윤후명 <알함브라 궁전의 추억> (임씨)
- 2013.11.03 김덕희 <전복> (아버지)
- 2013.11.10 하성란 <카레 온 더 보더> (손님1 / 노인1)
- 2013.11.17 손홍규 <배우가 된 노인> (중년 사내)
- 2013.12.01 이승우 <나는 아주 오래 살 것이다> (아버지)
- 2013.12.08 이기호 <김 박사는 누구인가> (장수생)
- 2013.12.15 이미경 <택배 왔어요> (정승일)
- 2013.12.22 허진원 <미사여구 없이> (집현전 학자)
- 2015.02.01 박교탁 <빨간휴지 줄까 파란휴지 줄까> (노인)
- 2015.09.27 <장화홍련전> (좌수)

라디오 문학관 (KBS 한민족 방송)
- 2016.06.26 윤고은 <된장이 된> (아버지)

KBS 무대 (KBS 한민족 방송)
- 2012.04.07 외로움도 힘이 된다 (선장)
- 2012.06.30 쉿 나방이야 (신하1)
- 2012.08.04 타나토스의 이중생활 (팀장)
- 2012.08.11 못다한 이야기 (의사1)
- 2012.08.18 달빛 0번지 (기사)
- 2012.09.08 회복 (정육점)
- 2012.09.15 사랑을 건네다 (아저씨)
- 2012.10.27 천년송 (이조년 / 남자)
- 2012.11.10 길 위에 사람들 (올레꾼3)
- 2012.11.24 무진으로 가는 길 (김영감)
- 2012.12.15 우리 반 대걸레가 죽었다 (매니저)
- 2012.12.22 가지 않은 길 (택시기사2)
- 2013.01.05 효를 팝니다 (경찰)
- 2013.01.12 십년만의 가족식사 (건물 주인)
- 2013.01.26 꽃이 되어 봄이 오게 하리 (50대 남자)
- 2013.02.02 NOBLE CLUB (주방장)
- 2013.02.09 달빛 소나타 (재필)
- 2013.02.16 야만인의 침대 (닥터김)
- 2013.03.09 진달래가 필 때면 (교도관)
- 2013.03.23 눈물꽃 (소개소 남)
- 2013.03.30 봄날의 종소리 (경비)
- 2013.04.13 날아라, 버스야 (승객1)
- 2013.05.04 홍제원 여인 (남자1)
- 2013.05.11 율포시곡 (소장)
- 2013.05.18 가장 멀리 있는 나 (정빈 부)
- 2013.06.08 패밀리 연가 (사내)
- 2013.06.15 층간소통 (관리소장)
- 2013.06.22 노을 (윤상호)
- 2013.07.27 고해 (윤희 부)
- 2013.08.10 부녀 이야기 (거간꾼)
- 2013.08.24 진상 패밀리 (역무원)
- 2013.09.07 웬수들의 합창 (반장)
- 2013.09.14 순나의 오동나무 (태호 부)
- 2013.09.28 자전거 달린다 (손님3)
- 2013.10.26 가족 (상인)
- 2013.11.16 기차는 8시에 떠나네 (역무원)
- 2013.12.28 7층 집 슬리퍼 (버스기사)
- 2014.03.15 막대사탕 (주인)
- 2014.05.03 기억의 저편 (찬영 아버지)

대한민국 경제실록 (KBS 1라디오)
- 2012.03.05 ~ 2012.05.01 제12화 산업인력 해외진출사 (현장 직원 외)
- 2012.05.02 ~ 2012.07.13 제13화 5공화국 사채파동 (은행 차장 외)
- 2012.07.16 ~ 2012.09.21 제14화 5공화국, 부실기업 정리의 명과암 (안무혁 외)
- 2012.09.24 ~ 2012.12.07 제15화 한국 경제의 여명기 (아놀드 군정장관)
- 2012.12.10 ~ 2013.02.22 제16화 재벌의 맹아기 (김영필 외)
- 2013.02.26 ~ 2013.05.23 제17화 강남의 역사 (박의원 외)
- 2013.05.24 ~ 2013.07.22 제18화 3저호황과 한국경제 (박철언)
- 2013.07.22 ~ 2013.09.13 제19화 국책사업, 그 빛과 그림자 (이진설)
- 2013.09.16 ~ 2013.10.25 제20화 유통 산업의 역사 (최태섭)

신성원의 문화읽기 (KBS 1라디오)
- 2012.03.25 존 르카레 作 팅커, 테일러, 솔저, 스파이
- 2012.12.02 더글라스 애덤스 作 은하수를 여행하는 히치하이커를 위한 안내서
- 2013.01.06 스콧 스미스 作 심플 플랜
- 2013.02.24 오쿠다 히데오 作 남쪽으로 튀어
- 2013.03.03 데이비드 미첼 作 클라우드 아틀라스
- 2013.04.28 피츠제럴드 作 위대한 개츠비
- 2013.05.12 요네하라 마리 作 언어감각 기르기
- 2013.05.19 넬리 노이하우스 作 백설공주에게 죽음을
- 2013.05.26 천명관 作 고령화 가족
- 2013.06.30 맥스 브룩스 作 세계대전Z
- 2013.07.14 정유정 作 28
- 2013.07.21 로저 젤라즈니 作 체인질링
- 2013.07.28 무라카미 하루키 作 색채가 없는 다자키 쓰쿠루와 그가 순례를 떠난 해
- 2013.08.04 웨이드 데이비스 作 나는 좀비를 보았다
- 2013.08.18 장 마르크 로셰트, 자크 로브 作 설국열차
- 2013.08.25 오쿠다 히데오 作 소문의 여자
- 2013.09.08 애거서 크리스티 作 그리고 아무도 없었다
- 2013.09.22 요나스 요나손 作 창문 넘어 도망친 백세 노인
- 2013.10.06 최인호 作 타인의 방
- 2013.10.27 장용민 作 궁극의 아이

창사기념 특집 소리 동화 3부작 <역사 속의 장애 위인> (KBS 3라디오)
- 2012.03.01 임진왜란의 숨은 영웅 장애인 장군 황대중 (백성)
- 2012.03.03 은둔의 대학자 조성기 (신하)

특별기획 아주 특별한 기부 <내 인생의 책> (KBS 3라디오)
- 2012.08.26 간디 자서전 (아버지)
- 2012.10.28 김승옥 <무진기행> (시찰원2)
- 2012.11.25 생떽쥐베리 <어린왕자> (지리학자)
- 2012.12.23 빅터 프랭클 <죽음의 수용소에서> (수감자)
- 2013.03.24 헬렌켈러 자서전 (벨박사)
- 2013.06.23 니코스 카잔차키스 <그리스인 조르바> (조르바)
- 2013.09.29 할레드 호세이니 <연을 쫓는 아이> (아버지)

특집기획 라디오 다큐멘터리, 라디오 드라마 (KBS)
- KBS 원주 방송국 특별 다큐멘터리 <500년의 이별> (엄흥도 아들)
- 2013.03.07 KBS 1라디오 2013 희망가 우리 시대 의사의 조건 - 1부 기적은 없다 (후배 교수)
- 2013.04.20 KBS 1R 목포국 장애인의 날 특집 드라마 <날개> (의사)

특별기획 <강원도 문학기행> 3부작 (KBS 1라디오)
- 2013.05.29 제1편 메밀밭에서 피어난 토속문학, 봉평 이효석 문학관 (이효석 作 메밀꽃 필 무렵 '조선달')
- 2013.05.30 제2편 동백꽃 피는 실레 마을 춘천 김유정 문학촌 (김유정 作 봄봄 '장인')

다큐멘터리 혁신의 승부사 (KBS 1라디오) 
- 2013.10.28 ~ 2013.12.31 제1화 페이스북 세상을 모두 연결하다. (올슨 / 교수 / 더스틴 모스코비치 외)

한국 근대문학 기행, <모란, 소나기, 그리고 서시> (KBS 한민족 방송, KBS 1라디오 공동기획)
- 2014.06.20 제1편 찬란한 슬픔 김영랑 (서정주 '영랑의 일' 낭독)

연중기획 <이제, 나는 대한민국 국민입니다> (KBS 한민족 방송)
- 2014.04.29 제04부 사할린 동포 허남훈의 망향가 (동생)
- 2014.08.30 제08부 사할린 동포, 최복이 (최복이)
- 2014.12.31 제12부 고국땅에 사랑을 전합니다 문경철 (소장 / 할아버지)

책 읽는 밤 (KBS 1라디오)
- (연기)

다큐멘터리 역사를 찾아서 (KBS 1라디오)
- (연기)